# Từ Vân Lệ
Từ Vân Lệ (giản thể: 徐云丽; phồn thể: 徐雲麗; bính âm: Xú Yúnlì; sinh ngày 02 tháng 08 năm 1987 ở Phúc Kiến), cô là thành viên của Đội tuyển bóng chuyền nữ quốc gia Trung Quốc.Cô hiện đang chơi cho Phúc Kiến Chánh Vinh.